# FK Liepājas Metalurgs
FK Liepājas Metalurgs byl přední lotyšský fotbalový klub z města Liepāja, působící naposled v lotyšské nejvyšší soutěži. Byl založen v roce 1997, zanikl v roce 2014. Své zápasy hrál na stadionu Daugavas s kapacitou 5 100 diváků.

## Historie
Počátky klubu se datují do roku 1945, kdy byly v Liepāji založeny dva kluby: Daugava Liepāja a Dinamo Liepāja. Tyto kluby se sloučily v roce 1949 a vznikl tak Sarkanais Metalurgs (v překladu Rudý metalurg). Pod tímto názvem klub působil do roku 1961, kdy se přejmenoval na Zvejnieks Liepāja (Rybář Liepāja). Po rozpadu Sovětského svazu klub změnil svůj název hned pětkrát. V letech 1990-1993 působil pod názvem Olimpija Liepāja, v roce 1994 FK Liepāja, poté DAG Liepāja (1995-1996) a Baltika Liepāja (1996-1997). Současný název FK Liepājas Metalurgs má klub od roku 1997.

## Úspěchy
- Virslīga ( 2x )
  - 2005, 2009[1]
- Lotyšský fotbalový pohár ( 1x )
  - 2006[2]
- Baltic League ( 1x )
  - 2007[3]
- Mistrovství Lotyšska ( 9x )
  - 1946, 1947, 1949, 1951, 1953, 1954, 1956, 1957, 1958

## Účast v evropských pohárech
| Ročník  | Soutěž              | Kolo        | Klub                 | Doma | Venku | Celkem         |
| ------- | ------------------- | ----------- | -------------------- | ---- | ----- | -------------- |
| 1998/99 | Pohár vítězů pohárů | 1. kolo     | Keflavík ÍF          | 4:2  | 0:1   | 4:3            |
|         |                     | 2. kolo     | SC Braga             | 0:0  | 0:4   | 0:4            |
| 1999/00 | Pohár UEFA          | předkolo    | Lech Poznań          | 3:2  | 1:3   | 4:5            |
| 2001/01 | UEFA Intertoto Cup  | 1. kolo     | Cork City FC         | 1:0  | 2:1   | 3:1            |
|         |                     | 2. kolo     | SC Heerenveen        | 3:2  | 1:6   | 4:8            |
| 2000/01 | Pohár UEFA          | předkolo    | SK Brann             | 1:1  | 0:1   | 1:2            |
| 2002/03 | Pohár UEFA          | předkolo    | FC Kärnten           | 0:2  | 2:4   | 2:6            |
| 2003/04 | Pohár UEFA          | předkolo    | FC Dinamo Bucureşti  | 1:1  | 2:5   | 3:6            |
| 2004/05 | Pohár UEFA          | 1. předkolo | B36 Tórshavn         | 8:1  | 3:1   | 11:2           |
|         |                     | 2. předkolo | Östers IF            | 1:1  | 2:2   | 3:3            |
|         |                     | 1. kolo     | FC Schalke 04        | 0:4  | 1:5   | 1:9            |
| 2005/06 | Pohár UEFA          | 1. předkolo | NSÍ Runavík          | 3:0  | 3:0   | 6:0            |
|         |                     | 2. předkolo | KRC Genk             | 2:3  | 0:3   | 2:6            |
| 2006/07 | Liga mistrů UEFA    | 1. předkolo | FK Aktobe            | 1:0  | 1:1   | 2:1            |
|         |                     | 2. předkolo | FK Dynamo Kyjev      | 1:4  | 0:4   | 1:8            |
| 2007/08 | Pohár UEFA          | 1. předkolo | FK Dynamo Brest      | 1:1  | 2:1   | 3:2            |
|         |                     | 2. předkolo | AIK Fotboll          | 3:2  | 0:2   | 3:4            |
| 2008/09 | Pohár UEFA          | 1. předkolo | Glentoran FC         | 2:0  | 1:1   | 3:1            |
|         |                     | 2. předkolo | FC Vaslui            | 0:2  | 1:3   | 1:5            |
| 2009/10 | Evropská liga       | 2. předkolo | FC Dinamo Tbilisi    | 2:1  | 1:3   | 3:4            |
| 2010/11 | Liga mistrů         | 2. předkolo | AC Sparta Praha      | 0:3  | 0:2   | 0:5            |
| 2011/12 | Evropská liga       | 2. předkolo | FC Red Bull Salzburg | 1:4  | 0:0   | 1:4            |
| 2012/13 | Evropská liga       | 1. předkolo | SP La Fiorita        | 4:0  | 2:0   | 6:0            |
|         |                     | 2. předkolo | Legia Warszawa       | 2:2  | 1:5   | 3:7            |
| 2013/14 | Evropská liga       | 1. předkolo | Prestatyn Town FC    | 1:2  | 2:1   | 3:3 (3:4 pen.) |